# Портела-ду-Фожу
Портела-ду-Фожу (порт. Portela do Fojo)  —  район (фрегезия) в Португалии,  входит в округ Коимбра. Является составной частью муниципалитета  Пампильоза-да-Серра. По старому административному делению входил в провинцию Бейра-Байша. Входит в экономико-статистический  субрегион Пиньял-Интериор-Норте, который входит в Центральный регион. Население составляет 572 человека на 2001 год. Занимает площадь 37,87 км².
Покровителем района считается Дева Мария (порт. Maria). 

## История
Район основан в 1795 году